# Tōhō
Pour les articles homonymes, voir Tōhō.
Tōhō (東宝株式会社, Tōhō kabushiki gaisha) est l'une des plus grandes maisons de production du cinéma japonais à qui l'on doit notamment la fameuse série des Godzilla et autres créatures ainsi que plusieurs des films du réalisateur Akira Kurosawa. La société fait partie du Nikkei 225.

## Historique

### Fondation
En 1935, Ichizō Kobayashi, un riche industriel fondateur de la compagnie ferroviaire Hankyu, de la Revue Takarazuka, propriétaire de plusieurs théâtres de kabuki dont le théâtre Takarazuka prend le contrôle de deux sociétés de production créées en 1933, P.C.L. basée à Tokyo et J.O. Studio (ja) basée à Kyoto. 
Il fonde en juin 1936 la Tōhō Eiga Haikyū (ja) (litt. « Tōhō Film Distribution ») pour distribuer les films de P.C.L., de J.O. Studio ainsi que des films étrangers. En septembre 1937, ces différentes entités que sont P.C.L., J.O. Studio et Tōhō Eiga Haikyū fusionnent pour former la Tōhō. La société disposant de studios sonorisés à Tokyo et à Kyoto et forte d'une chaîne de vingt-sept salles de cinéma dans tous le pays — dont la moitié pouvant accueillir entre 1500 et 2000 personnes — se pose en véritable concurrent à la Shōchiku et à la Nikkatsu.
En octobre 2024, Toho annonce l'acquisition de GKIDS, distributeur en Amérique du Nord de nombreux films d'animations, notamment des films Ghibli.

## Filmographie sélective
- 1938 : Les Fleurs tombées (花ちりぬ, Hana chirinu?) de Tamizō Ishida
- 1944 : L'Escadrille des faucons de Katō (加藤隼戦闘隊, Katō hayabusa sentō-tai?) de Kajirō Yamamoto
- 1947 : Encore une fois (今ひとたびの, Ima hitotabi no?) de Heinosuke Gosho
- 1948 : Visage inoubliable (面影, Omokage?) de Heinosuke Gosho
- 1949 : Chien enragé (野良犬, Nora-inu?) d'Akira Kurosawa
- 1950 : Quand nous nous reverrons... (また逢ふ日まで, Mata au hi made?) de Tadashi Imai
- 1951 : La Dame de Musashino (武蔵野夫人, Musashino fujin?) de Kenji Mizoguchi
- 1952 : Okuni et Gohei (お国と五平, Okuni to Gohei?) de Mikio Naruse
- 1954 : Les Sept Samouraïs (七人の侍, Shichinin no samurai?) d'Akira Kurosawa
- 1954 : Godzilla (ゴジラ, Gojira?) d'Ishirō Honda
- 1955 : Nuages flottants (浮雲, Ukigumo?) de Mikio Naruse
- 1955 : Le Retour de Godzilla (ゴジラの逆襲, Gojira no gyakushū) de Motoyoshi Oda
- 1956 : Rodan (空の大怪獣 ラドン, Sora no daikaijū Radon?) d'Ishirō Honda
- 1956 : Le Cœur d'une épouse (妻の心, Tsuma no kokoro?) de Mikio Naruse
- 1956 : Le Chat, Shozo et ses deux maitresses (猫と庄造と二人のをんな, Neko to Shozo to futari no onna?) de Shirō Toyoda
- 1957 : Prisonnière des Martiens (地球防衛軍, Chikyū bōeigun?) d'Ishirō Honda
- 1957 : Le Château de l'araignée de Akira Kurosawa
- 1958 : Nuages d'été de Mikio Naruse
- 1958 : Varan, le monstre géant (Daikaijū Varan) d'Ishirō Honda
- 1958 : H-Man d'Ishirō Honda
- 1958 : L'Homme au pousse-pousse (無法松の一生, Muhomatsu no issho) de Hiroshi Inagaki
- 1959 : Le Sifflement de Kotan (コタンの口笛, Kotan no kuchibue) de Mikio Naruse
- 1960 : Histoire singulière à l'est du fleuve (濹東綺譚, Bokuto kidan) de Shirō Toyoda
- 1961 : Dernier Caprice de Yasujirō Ozu
- 1961 : Mothra (Mosura), d'Ishirō Honda
- 1962 : Astronaut 1980 d'Ishirō Honda
- 1963 : Entre le ciel et l'enfer d'Akira Kurosawa
- 1963 : Atragon (Kaitei Gunkan), d'Ishirō Honda
- 1964 : Dogora, the Space Monster (Uchu daikaijū Dogora), d'Ishirō Honda
- 1965 : Frankenstein vs. Baragon (Furankenshutain tai chitei kaijū Baragon), d'Ishirō Honda
- 1966 : L'Étranger à l'intérieur d'une femme (Onna no naka ni iru tanin) de Mikio Naruse
- 1966 : La Guerre des monstres (Furankenshutain no kaijū: Sanda tai Gaira), d'Ishirō Honda
- 1967 : La Revanche de King Kong (Kingukongu no gyakushu), d'Ishirō Honda
- 1968 : Les envahisseurs attaquent (Kaijū sōshingeki), d'Ishirō Honda
- 1969 : Latitude Zero (Ido zero daisakusen), d'Ishirō Honda
- 1970 : Les Envahisseurs de l'espace (Gezora, Ganime, Kameba: Kessen! Nankai no daikaijū), d'Ishirō Honda
- 1975 : Dersou Ouzala d'Akira Kurosawa
- 1980 : Virus de Kinji Fukasaku
- 1980 : Phénix, l'oiseau de feu de Taku Sugiyama
- 1984 : Lamu : Un rêve sans fin de Mamoru Oshii
- 1990 : Le Loup blanc, de Tsuneo Maeda
- 1996 : Rebirth of Mothra, de Okihiro Yoneda
- 1997 : Rebirth of Mothra 2, de Kunio Miyoshi
- 1998 : Rebirth of Mothra 3, de Okihiro Yoneda
- 1998 : Un plan simple (A simple plan) de Sam Raimi (coproduction)
- 2002 : Blood Heat, de Ten Shimoyama
- 2008 : 20th Century Boys, de Yukihiko Tsutsumi
- 2010 : Space Battleship, de Takashi Yamazaki
- 2012 : Space Brothers, de Yoshitaka Mori
- 2014 : Silver Spoon, de Keisuke Yoshida
- 2016 : Your Name. (君の名は。, Kimi no na wa.?), de Makoto Shinkai
- 2016 : Godzilla Resurgence, (Shin Godzilla)
- 2017 : Fireworks, Should We See It from the Side or the Bottom?
- 2019 : Kaguya-sama: Love is War
- 2020 : Monster Hunter de Paul W. S. Anderson
- 2023 : Godzilla Minus One (ゴジラ-1.0, Gojira Mainasu Wan?) de Takashi Yamazaki

## LesGodzillaoriginaux de Tōhō
- 1954 : Godzilla (Gojira), d'Ishirō Honda
- 1955 : Le Retour de Godzilla (Gojira no gyakushū), de Motoyoshi Oda
- 1962 : King Kong contre Godzilla (Kingu Kongu tai Gojira), d'Ishirō Honda
- 1964 : Mothra contre Godzilla (Mosura tai Gojira), d'Ishirō Honda
- 1964 : Ghidrah, le monstre à trois têtes (San daikaijū: Chikyu saidai no kessen), d'Ishirō Honda
- 1965 : Invasion Planète X (Kaijū daisenso), d'Ishirō Honda
- 1966 : Godzilla, Ebirah et Mothra : Duel dans les mers du sud (Gojira, Ebirā, Mosura: Nankai no daiketto), de Jun Fukuda
- 1967 : Le Fils de Godzilla (Kaijūtō no kessen: Gojira no musuko), de Jun Fukuda
- 1968 : Les envahisseurs attaquent (Kaijū sōshingeki), d'Ishirō Honda
- 1969 : Godzilla's Revenge (Gojira-Minira-Gabara: Oru kaijū daishingeki), d'Ishirō Honda
- 1971 : Godzilla vs Hedora (Gojira tai Hedorā), de Yoshimitsu Banno
- 1972 : Godzilla vs Gigan (Chikyū kogeki meirei: Gojira tai Gaigan), de Jun Fukuda
- 1973 : Godzilla vs Megalon (Gojira tai Megaro), de Jun Fukuda
- 1974 : Godzilla contre Mecanik Monster (Gojira tai Mekagojira), de Jun Fukuda
- 1975 : Mechagodzilla contre-attaque (Mekagojira no gyakushu), d'Ishirō Honda
- 1984 : Le Retour de Godzilla (Gojira), de Koji Hashimoto
- 1989 : Godzilla vs Biollante (Gojira tai Biorante), de Kazuki Omori
- 1991 : Godzilla vs King Ghidorah (Gojira tai Kingu Gidorā), de Kazuki Omori
- 1992 : Godzilla vs Mothra (Gojira tai Mosura), de Takao Okawara
- 1993 : Godzilla vs Mechagodzilla 2 (Gojira VS Mekagojira), de Takao Okawara
- 1994 : Godzilla vs Space Godzilla (Gojira VS Supesugojira), de Kensho Yamashita
- 1995 : Godzilla vs Destroyah (Gojira VS Desutoroia), de Takao Okawara
- 1999 : Godzilla 2000 (Gojira ni-sen mireniamu), de Takao Okawara
- 2000 : Godzilla X Megaguirus (Gojira tai Megagirasu: Jī shōmetsu sakusen), de Masaaki Tezuka
- 2001 : Godzilla, Mothra and King Ghidorah: Giant Monsters All-Out Attack (Gojira, Mosura, Kingu Gidorâ: Daikaijū sōkōgeki), de Shūsuke Kaneko
- 2002 : Godzilla X Mechagodzilla (Gojira tai Mekagojira), de Masaaki Tezuka
- 2003 : Godzilla, Mothra, Mechagodzilla: Tokyo S.O.S. (Gojira tai Mosura tai Mekagojira: Tōkyō S.O.S.), de Masaaki Tezuka
- 2004 : Godzilla: Final Wars (Gojira: Fainaru uōzu), de Ryuhei Kitamura
- 2016 : Godzilla Resurgence (Shin Gojira), de Hideaki Anno
- 2023 : Godzilla Minus One (Gojira Mainasu Wan), de Takashi Yamazaki